# Vers-sous-Sellières
Vers-sous-Sellières – miejscowość i gmina we Francji, w regionie Burgundia-Franche-Comté, w departamencie Jura.
Według danych na rok 1990 gminę zamieszkiwały 163 osoby, a gęstość zaludnienia wynosiła 19 osób/km² (wśród 1786 gmin Franche-Comté Vers-sous-Sellières plasuje się na 581. miejscu pod względem liczby ludności, natomiast pod względem powierzchni na miejscu 522.).